# Sarangarh (stato)
Lo Stato di Sarangarh fu uno stato principesco del subcontinente indiano, avente per capitale la città di Sarangarh.

## Storia
Secondo la leggenda, lo stato di Sarangarh venne fondato nel I secolo a. C. dagli antenati della casata Gond, migrati da Bhandara. Originariamente era una dipendenza del regno di Ratanpur e poi divenne uno dei diciotto feudi dello stato di Sambalpur I principi di Sambalpur favorirono lo stato di Sarangarh per la prontezza d'intervento militare prestato da quest'ultimo in diverse occasioni.
Nel 1818 lo stato di Sarangarh divenne un protettorato britannico. Tra il 1878 ed il 1889 lo stato di Sarangarh venne posto sotto la diretta amministrazione britannica per la minore età del raja Bhawani Pratap Singh. Sarangarh fu un piccolo stato feudatario, facente parte del settore Chhattisgarh.
Il 1º gennaio 1948 lo stato entrò a far parte dell'Unione Indiana.

## Governanti
I governanti avevano il titolo di Raja.

### Raja
- .... – .... Udibhan Singh
- .... – .... Birbhan Singh
- .... – 1736 Udho Sai Singh
- 1736 – 1777 Kalyan Sai
- 1777 – 1808 Vishvanath Sai
- 1808 – 1815 Subhadra Sai
- 1827 –  5 gennaio 1828 Bhikhan Sai                        (m. 1828)
- 5 gennaio 1828 – 1828 Tikan Sai
- 1828 – maggio 1829 Gajraj Singh                       (m. 1829)
- maggio 1829 – 1872 Singram Singh
- 1872 – settembre 1889 Bhawani Pratap Singh               (n. c.1865 – m. 1889)
- settembre 1889 –  5 agosto 1890 Lal Raghubir Singh                 (m. 1890)
- 5 agosto 1890 – 11 gennaio 1946 Bahadur Jawahir Singh              (n. 1886 – m. 1946)
- 11 gennaio 1946 – 15 agosto 1947 Naresh Chandra Singh               (n. 1908 – m. 1987)